# Tyska stridsvagnar under andra världskriget
Vid andra världskrigets utbrott var den tyska stridsvagnsstyrkan inte särskilt imponerande. Endast fyra procent av försvarsbudgeten gick till tillverkningen av bepansrade stridsfordon. Den tyske generalen Heinz Guderian hade planerat för två huvudsakliga stridsvagnsmodeller. Den första, Panzer III, var i produktion vid krigsutbrottet men inte den andra tyngre vagnen med en 75 mm kanon. Utvecklingen av Panzer IV hade börjat 1935 men vid tiden för anfallet mot Polen fanns endast några hundra vagnar för "truppförsök".